# Isotitolo
Una trasformazione termodinamica  si dice isotitolo quando si mantiene costante il titolo in vapore della miscela liquido-vapore ovvero il rapporto tra la massa del vapore e la massa totale della miscela.

Una curva isotitolo è una linea che nella rappresentazione grafica di una trasformazione rappresenta l'andamento del fenomeno per un assegnato valore del titolo. 